# NGC 7752
NGC 7752 este o galaxie neregulată situată în constelația Pegas. A fost descoperită în 22 noiembrie 1854 de către William Parsons, 3rd Earl of Rosse⁠(d). Se află la o distanță de 68,99 de megaparseci de Pământ.